# 朱當漬
滋陽榮莊王朱當漬（1467年—1539年），明朝魯藩第一代滋陽王，魯莊王朱陽鑄的庶長子。

## 生平
成化九年（1473年）四月，獲賜名當漬。成化十四年（1478年）四月，封滋陽王。
嘉靖十八年（1539年），朱當漬去世，享年七十三歲，諡號榮莊。長子朱健樀早卒，長孫朱觀煒在四年後襲爵。

## 家庭

### 妻
- 孔氏，南城兵馬副指揮孔顯女，成化十九年（1483年）九月冊為滋陽王妃[5]。

### 妾
- 李氏，弘治十六年（1503年）七月追封滋陽王夫人，生朱健樀[6]。

### 子
- 庶長子：鎮國將軍→滋陽懷懿王（追封）朱健樀
- 第二子：朱健機[7]
- 庶第四子：鎮國將軍朱健㮨
- 庶第五子：鎮國將軍朱健檴[8]

### 女
- 萊陽縣主
- 梁城縣主
- 清苑縣主
- 玉田縣主[9]